# Frituur Victoria
Frituur Victoria was een Vlaams radioprogramma op Studio Brussel dat van 1995 tot 1999 werd uitgezonden. De presentatie was in handen van Chantal Pattyn. Tijdens de uitzendingen stonden cultuur, lifestyle en actualiteiten centraal. Het programma reikte ook regelmatig een "Frietzak" uit, een prijs voor jong, opmerkelijk creatief talent. 
Toen Pattyn in 1999 de overstap maakte naar Klara werd het programma opgevolgd door Republica.